# Episodi de Il mio amico Arnold (seconda stagione)
La seconda stagione della sitcom Il mio amico Arnold è stata trasmessa negli Stati Uniti dal 21 settembre 1979 al 26 marzo 1980. Charlotte Rae esce di scena a metà stagione per approdare nello spin-off L'albero delle mele. Il ruolo della governante verrà ricoperto su base ricorrente fino alla quarta stagione da Nedra Volz, interprete di Adelaide Brubaker.
| Nº | Titolo originale                                | Titolo italiano                    | Prima TV USA      | Prima TV Italia |
| -- | ----------------------------------------------- | ---------------------------------- | ----------------- | --------------- |
| 1  | Arnold's Girlfriend: Part 1                     | La fidanzata di Arnold: Parte 1    | 21 settembre 1979 | 1980            |
| 2  | Arnold's Girlfriend: Part 2                     | La fidanzata di Arnold: Parte 2    | 21 settembre 1979 | 1980            |
| 3  | Feudin' and Fussin: Part 1                      | Lo show: Parte 1                   | 28 settembre 1979 | 1980            |
| 4  | Feudin' and Fussin: Part 2                      | Lo show: Parte 2                   | 28 settembre 1979 | 1980            |
| 5  | Mrs. Garrett's Romance                          | Il fidanzato della signora Garrett | 12 ottobre 1979   | 1980            |
| 6  | Birds and Bees                                  | Cavoli e cicogne                   | 19 ottobre 1979   | 1980            |
| 7  | Arnold's Hero/The Hero                          | L'eroe                             | 24 ottobre 1979   | 1980            |
| 8  | The Adoption: Part 1                            | L'adozione: Parte 1                | 31 ottobre 1979   | 1980            |
| 9  | The Adoption: Part 2                            | L'adozione: Parte 2                | 7 novembre 1979   | 1980            |
| 10 | Father and Son Day                              | Gara tra padri e figli             | 14 novembre 1979  | 1980            |
| 11 | Thanksgiving Crossover: Part 1                  |                                    | 28 novembre 1979  | Inedito         |
| 12 | Thanksgiving Crossover: Part 2                  |                                    | 28 novembre 1979  | Inedito         |
| 13 | The Rivals                                      | Il rivale                          | 5 dicembre 1979   | 1980            |
| 14 | Hot Watch                                       | Un orologio molto scomodo          | 12 dicembre 1979  | 1980            |
| 15 | The Dog Story/A Dog Story                       | Una storia di cani                 | 19 dicembre 1979  | 1980            |
| 16 | The Election                                    | Il candidato                       | 9 gennaio 1980    | 1981            |
| 17 | Friendly Mate                                   | Compagno amichevole                | 16 gennaio 1980   | 1981            |
| 18 | Poor Drummond                                   | Povero Drummond                    | 23 gennaio 1980   | 1981            |
| 19 | Big Business                                    | Capitano d'industria               | 30 gennaio 1980   | 1981            |
| 20 | Return of the Gooch                             | Il Gufo colpisce ancora            | 6 febbraio 1980   | 1981            |
| 21 | Valentine's Day Retrospective/Valentine's Vigil | Il giorno di San Valentino         | 13 febbraio 1980  | 1981            |
| 22 | Skin Deep or True Blue/Guess Who?               | Invasione di privacy               | 20 febbraio 1980  | 1981            |
| 23 | Teacher's Pet                                   | Il prediletto della maestra        | 27 febbraio 1980  | 1981            |
| 24 | The Slumber Party                               | Pigiama party                      | 12 marzo 1980     | 1981            |
| 25 | Arnold Faces Fatality/The Will                  | Il testamento                      | 19 marzo 1980     | 1981            |
| 26 | The Squealer                                    | Il traditore                       | 26 marzo 1980     | 1981            |

## La fidanzata di Arnold: Parte 1
- Titolo originale: Arnold's Girlfriend: Part 1
- Diretto da: Gerren Keith
- Scritto da: Howard Leeds, Ben Starr e Martin Cohan

### Trama
In ospedale a causa dell'appendicite, Arnold conosce una ragazzina di nome Alice che deve rimuovere le tonsille. I due vorrebbero condividere la stessa stanza ma il padre della bambina non approva. 
- Guest stars: Rachel Jacobs (Alice Tanner), Dabney Coleman (Fred Tanner), Kip King (Dottor Padnick) ed Elaine Appleton (Infermiera).

## La fidanzata di Arnold: Parte 2
- Titolo originale: Arnold's Girlfriend: Part 2
- Diretto da: Gerren Keith
- Scritto da: Howard Leeds, Ben Starr e Martin Cohan

### Trama
Arnold ed Alice scoprono che non staranno nella stessa stanza e decidono di scappare dall'ospedale.
- Guest stars: Rachel Jacobs (Alice Tanner), Dabney Coleman (Fred Tanner), Kip King (Dottor Padnick), Rana Ford (Infermiera) e Bill Henderson (Signore).

## Lo show: Parte 1
- Titolo originale: Feudin' and Fussin: Part 1
- Diretto da: Gerren Keith
- Scritto da: Howard Leeds, Ben Starr e Martin Cohan

### Trama
Il signor Drummond aiuta Larry a trovare un nuovo lavoro a New York ma Ruthie non vuole lasciare Portland.
- Guest stars: McLean Stevenson (Larry Alder), Joanna Gleason (Morgan Winslow), Kim Richards (Ruthie Alder), Krista Errickson (Diane Alder), Bobby Ramsen (Ted Green), Meadowlark Lemon (Sé stesso) e Bobby Herbeck (Direttore di scena).
- Note: Questo episodio è il secondo dei tre crossover con Hello, Larry. La sigla iniziale include anche le guest stars. Charlotte Rae è assente in questo episodio.

## Lo show: Parte 2
- Titolo originale: Feudin' and Fussin: Part 2
- Diretto da: Doug Rogers
- Scritto da: George Tibbles e Woody Kling

### Trama
Ruthie è sconvolta dal dover lasciare Portland e Larry decide di rinunciare al nuovo lavoro.
- Guest stars: McLean Stevenson (Larry Alder), Joanna Gleason (Morgan Winslow), Kim Richards (Ruthie Alder), Krista Errickson (Diane Alder), Bobby Ramsen (Ted Green), Meadowlark Lemon (Sé stesso) e Bobby Herbeck (Direttore di scena).
- Note: Questo episodio, originariamente trasmesso come parte di Hello, Larry, è stato poi inserito anche in Arnold. La sigla iniziale include anche le guest stars. Charlotte Rae è assente in questo episodio.

## Il fidanzato della signora Garrett
- Titolo originale: Mrs. Garrett's Romance
- Diretto da: Gerren Keith
- Scritto da: Jerry Winnick

### Trama
La signora Garrett riceve una proposta di matrimonio da un uomo molto più giovane di lei conosciuto alla scuola serale. L'uomo in realtà è alla ricerca di una domestica e non di una compagna.
- Guest star: Philip Charles MacKenzie (Leon).

## Cavoli e cicogne
- Titolo originale: Birds and Bees
- Diretto da: Gerren Keith
- Scritto da: Ed Jurist

### Trama
Arnold vuole sapere come vengono concepiti i bambini ma il signor Drummond e Willis non sembrano fornirgli spiegazioni adatte.
- Guest star: Enid Kent (Signora Martino).

## L'eroe
- Titolo originale: Arnold's Hero
- Diretto da: Gerren Keith
- Scritto da: Martin A. Ragaway, Howard Leeds, Ben Starr e Martin Cohan

### Trama
Arnold vuole incontrare il suo idolo, il grande pugile Muhammad Ali. Per far avverare l'incontro, Willis e Kimberly raccontano che il loro fratellino è in fin di vita.
- Guest stars: Muhammad Ali (Sé stesso), James Cromwell (Padre O'Brien) e John Starr (Cameriere).
- Note: Un altro titolo di questo episodio è The Hero.

## L'adozione: Parte 1
- Titolo originale: The Adoption: Part 1
- Diretto da: Gerren Keith
- Scritto da: Alan Rosen e Fred Rubin

### Trama
Il signor Drummond avvia le pratiche per adottare ufficialmente Arnold e Willis. Il lieto momento viene rovinato da Jethro Simpson, un uomo che sostiene di essere parente dei due fratelli.  
- Guest stars: Bob Rockwell (Tom Bishop), Whitman Mayo (Jethro Simpson), James Reynolds (Signor Payton), Sue Ann Gilfillan (Signorina Harrison) e Stymie Beard (Signore).

## L'adozione: Parte 2
- Titolo originale: The Adoption: Part 2
- Diretto da: Gerren Keith
- Scritto da: Alan Rosen e Fred Rubin

### Trama
La verità su Jethro viene a galla e il signor Drummond può finalmente diventare padre di Arnold e Willis. 
- Guest stars: Bob Rockwell (Tom Bishop), Whitman Mayo (Jethro Simpson), James Reynolds (Signor Payton) e Walter Stocker (Narratore).

## Gara tra padri e figli
- Titolo originale: Father and Son Day
- Diretto da: Gerren Keith
- Scritto da: Joseph Sirota ed Elaine Newman

### Trama
Willis desidera tanto battere un avversario in una gara di atletica con padri e figli. Ritenendo il signor Drummond poco abile, il ragazzo chiede a un altro uomo di impersonare suo padre.
- Guest stars: Mark Davitt (James Hamilton Sr.), Erik Moses (James Hamilton Jr.) e Reggie Jackson (Larry).
- Note: Charlotte Rae è assente in questo episodio.

## Thanksgiving Crossover: Part 1
- Diretto da: Gerren Keith
- Scritto da: Howard Leeds, Ben Starr e Martin Cohan

### Trama
Gli Alder arrivano a Manhattan per il Ringraziamento e Larry coglie l'occasione per fare una proposta al signor Drummond. 
- Guest stars: McLean Stevenson (Larry Alder), Joanna Gleason (Morgan Winslow), Kim Richards (Ruthie Alder) e Krista Errickson (Diane Alder).
- Note: Questo episodio è il terzo e ultimo crossover con Hello, Larry. La sigla iniziale include anche le guest stars. Charlotte Rae è assente in questo episodio. In Italia questo episodio è inedito.

## Thanksgiving Crossover: Part 2
- Diretto da: Doug Rogers
- Scritto da: George Tibbles, Woody Kling e Milt Rosen

### Trama
Dopo diverse incomprensioni, i Drummond e gli Alder celebrano insieme il Ringraziamento. 
- Guest stars: McLean Stevenson (Larry Alder), Joanna Gleason (Morgan Winslow), Kim Richards (Ruthie Alder), Krista Errickson (Diane Alder) e William Pierson (Barista).
- Note: Questo episodio, originariamente trasmesso come parte di Hello, Larry, è stato poi inserito anche in Arnold. La sigla iniziale include anche le guest stars. Charlotte Rae è assente in questo episodio. In Italia questo episodio è inedito.

## Il rivale
- Titolo originale: The Rivals
- Diretto da: Gerren Keith
- Scritto da: Albert E. Lewin

### Trama
Una ragazza finge di essere interessata ad Arnold in modo da potersi avvicinare a Willis.
- Guest star: Donniece Jackson (Lurleen).
- Note: Questo è l'ultimo episodio con Charlotte Rae in qualità di membro del cast principale. A questo punto della serie, l'attrice è stata congedata e ha continuato a interpretare Edna Garrett nello spin-off L'albero delle mele. Dopo quest'ultima apparizione, la Rae ritornerà nell'episodio 6x19 The Wedding: Part 2. Il nome dell'attrice continuerà comunque ad apparire nella sigla iniziale per i prossimi tre episodi.

## Un orologio molto scomodo
- Titolo originale: Hot Watch
- Diretto da: Gerren Keith
- Scritto da: Charles Stewart Jr. e Charles Stewart Sr.

### Trama
Arnold e Willis trovano un orologio sul pianerottolo ma non sanno che l'oggetto proviene da un appartamento svaligiato.
- Guest stars: Gordon Oas-Heim (Signor Hanlon), Elizabeth Talbot-Martin (Signora Benson), Diane Duncan (Signora) ed Elaine Appleton (Signora).

## Una storia di cani
- Titolo originale: The Dog Story
- Diretto da: Gerren Keith
- Scritto da: Roland Wolpert e Jess Korman

### Trama
Arnold è stato morso da un cane e potrebbe aver contratto la rabbia.
- Guest stars: James Hong (Signor Lee), Dorothy Meyer (Signora Keith), Gracia Lee (Signora) e Olive Dunbar (Signora).
- Note: Un altro titolo di questo episodio è A Dog Story.

## Il candidato
- Titolo originale: The Election
- Diretto da: Gerren Keith
- Scritto da: Ed Jurist, Howard Leeds, Ben Starr e Martin Cohan

### Trama
Il signor Drummond decide di candidarsi alle elezioni locali. Nel frattempo, all'attico arriva Adelaide Brubaker, la nuova governante. 
- Guest stars: Nedra Volz (Adelaide Brubaker), David Sheehan (Roger Murdock), Charles Thomas Murphy (Jerry Fuller) e Jesse Goins (Cameraman).
- Note: Prima apparizione di Nedra Volz. Nonostante quest'ultima stia ovviamente prendendo il posto della signora Garrett, il nome di Charlotte Rae compare un'ultima volta nella sigla iniziale.

## Compagno amichevole
- Titolo originale: Friendly Mate
- Diretto da: Gerren Keith
- Scritto da: Dawn Aldredge

### Trama
Il signor Drummond si sente solo, così Arnold e Willis gli procurano un appuntamento. 
- Guest stars: Vonetta McGee (Lucille), Bobbi Jordan (Joan) e Lee Crawford (Robin).

## Povero Drummond
- Titolo originale: Poor Drummond
- Diretto da: Gerren Keith
- Scritto da: Ed Jurist, Howard Leeds, Ben Starr, Martin Cohan e Jaie Brashar

### Trama
Una questione d'affari del signor Drummond preoccupa i ragazzi.
- Guest stars: Robert Rockwell (Tom Bishop) e George Pentecost (E.G. Stilson).

## Capitano d'industria
- Titolo originale: Big Business
- Diretto da: Gerren Keith
- Scritto da: George Geiger, Ed Jurist, Howard Leeds, Ben Starr e Martin Cohan

### Trama
Arnold e Willis fanno affari vendendo i dolci di Adelaide.
- Guest star: Nedra Volz (Adelaide Brubaker).

## Il Gufo colpisce ancora
- Titolo originale: Return of the Gooch
- Diretto da: Gerren Keith
- Scritto da: Alan Rosen, Fred Rubin, Howard Leeds, Ben Starr e Martin Cohan

### Trama
Arnold è stanco dei soprusi del Gufo e decide di prendere lezioni di karate.
- Guest stars: Nedra Volz (Adelaide Brubaker), Soon-Teck Oh (Signor Kim) e Curtis Wong (Assistente).

## Il giorno di San Valentino
- Titolo originale: Valentine's Day Retrospective
- Diretto da: Gerren Keith
- Scritto da: Howard Leeds, Ben Starr, Martin Cohan, Stephen Fischer e Arlene Sanford

### Trama
Rimasti bloccati nello scantinato dell'edificio, Arnold e Willis rievocano alcuni ricordi passati (tramite flashbacks di episodi precedenti).
- Guest star: David Bond (Custode).
- Note: Un altro titolo di questo episodio è Valentine's Vigil.

## Invasione di privacy
- Titolo originale: Skin Deep or True Blue
- Diretto da: Gerren Keith
- Scritto da: Sandy Veith, Donald Ross, Howard Leeds, Ben Starr e Martin Cohan

### Trama
Arnold scopre che il nuovo amico di Kimberly non approva che Willis e sua sorella si frequentino.
- Guest stars: Grant Wilson (Roger Morehouse) e Melora Hardin (Emily Morehouse).
- Note: Un altro titolo di questo episodio è Guess Who?.

## Il prediletto della maestra
- Titolo originale: Teacher's Pet
- Diretto da: Gerren Keith
- Scritto da: Sandy Veith e Donald Ross

### Trama
Arnold viene accusato dai suoi compagni di classe di essere il prediletto della maestra poiché la donna frequenta il signor Drummond.
- Guest stars: Nedra Volz (Adelaide Brubaker), Mary Ann Mobley (Nancy Osborne), Shavar Ross (Dudley Ramsey) e Steven Mond (Robbie Jayson).
- Note: La Mobley ritornerà nell'ottava stagione con il ruolo della moglie del signor Drummond, Maggie McKinney.

## Pigiama party
- Titolo originale: The Slumber Party
- Diretto da: Gerren Keith
- Scritto da: Fred S. Fox e Seaman Jacobs

### Trama
Lo scontro tra gli amici di Willis e le compagne di scuola di Kimberly rovina un incontro tra il signor Drummond e una donna.
- Guest stars: Kim Fields (Tootie Ramsey), Mindy Cohn (Natalie Green), Julie Anne Haddock (Cindy Webster), Molly Ringwald (Molly Parker), Carol White (Valerie), Frank De Vol (Sacha), Anthony Thompkins (Vernon), Tony Williams (Charles), David Coburn (Jimmy) e Don Draper (Capitano).
- Note: Questo episodio crossover è andato in onda il giorno del ritorno de L'albero delle mele nel regolare palinsesto primaverile.

## Il testamento
- Titolo originale: Arnold Faces Fatality
- Diretto da: Gerren Keith
- Scritto da: Albert E. Lewin

### Trama
Adelaide scopre che Abramo è morto e i Drummond cercano di trovare un sostituto.
- Guest stars: Nedra Volz (Adelaide Brubaker) e John Starr (Fattorino).
- Note: Un altro titolo di questo episodio è The Will.

## Il traditore
- Titolo originale: The Squealer
- Diretto da: Gerren Keith
- Scritto da: Ed Jurist, Alan Rosen, Fred Rubin, Joseph Sirota ed Elaine Newman

### Trama
Con grande disapprovazione del signor Drummond, Willis entra a far parte di un gruppo poco raccomandabile e si caccia nei guai.
- Guest stars: Dan Spector (Lenny), David Coburn (Jimmy), Erik Moses (Mike), Ron Feinberg (Detective Morrison) e Michael Twain (Signor Clark).